# ウインザーノット (競走馬)
ウインザーノット（欧字名:Windsor Knot、1980年3月3日 - 2009年11月19日）は、日本の競走馬、種牡馬。主な勝ち鞍に1984年、1985年の函館記念。主戦騎手は柴田政人、田面木博公。
馬名は「ウインザー公」として知られるイギリス国王・エドワード8世および同名のネクタイの結び方の名前が由来である。半妹にスプライトパッサー（父：メイワパッサー、関屋記念勝ち）がいる。

## 競走馬時代
既に日本でリーディングサイアーとして名を馳せていたパーソロンを父に、凱旋門賞・ヴェルメイユ賞を制した名牝・サンサンを母に持つ「超良血馬」であった。しかし1983年、4歳春にデビュー後、新馬戦・未勝利戦を4戦して1つも勝てず、クラシックには完全に無縁であった。
4歳11月の400万下（格上挑戦）でようやく初勝利するとここから快進撃が始まり、以降条件戦を3連勝。準オープンの身でありながら重賞の函館記念に挑戦、53キロという軽ハンデで勝利し、ようやく良血が開花した。陣営はこの年（1984年）から2000mに距離が短縮された天皇賞・秋に照準を充てたが、軽度の骨折が発覚して休養を余儀なくされた。
6歳の宝塚記念で復帰。3着となると、続く高松宮杯でも3着となり、続く函館記念は58.5キロのハンデや不良馬場をものともせず連覇を果たす。毎日王冠2着後に臨んだ秋の天皇賞ではギャロップダイナ、シンボリルドルフと好勝負を演じるもニホンピロウイナーと同着の3着、続くジャパンカップでは精彩を欠き、全くいいところなく15着に敗れて以降、休養に入る。
7歳になって、まず巴賞に出走しレコード勝ちしたが、セカイオー（鳴尾記念）以来の同一重賞3連覇のかかった函館記念は60.5キロという過酷なハンデもあって4着に敗れる（函館記念3連覇は後にエリモハリアーによって達成される）。毎日王冠4着後に出走した秋の天皇賞はレコード駆けのサクラユタカオーの2着に終わり、このレースをもって現役を引退した。

## 競走成績
| 競走日     | 競馬場 | 競走名       | 格      | 距離（馬場）  | 頭 数 | 枠 番 | 馬 番 | オッズ （人気） | 着順 | タイム （上り） | 着差 | 騎手        | 斤量 [kg] | 1着馬（2着馬）       | 馬体重 [kg] |
| ---------- | ------ | ------------ | ------- | ------------- | ----- | ----- | ----- | --------------- | ---- | --------------- | ---- | ----------- | --------- | -------------------- | ----------- |
| 1983.01.09 | 中山   | 4歳新馬      |         | ダ1700m（重） | 12    | 5     | 5     | 002.40（1人）   | 05着 | R1:49.30000000  | -2.1 | 0柴田政人   | 55        | シーハリアースタン   |             |
| 0000.04.03 | 中山   | 若葉賞       | 400万下 | 芝2000m（稍） | 14    | 6     | 9     | 016.30（7人）   | 07着 | R2:06.70000000  | -0.8 | 0柴田政人   | 55        | サクセスダイナ       |             |
| 0000.04.29 | 東京   | 4歳未勝利    |         | 芝1800m（良） | 16    | 8     | 15    | 005.30（2人）   | 16着 | R1:57.70000000  | -6.8 | 0柴田政人   | 55        | シーナンレディー     |             |
| 0000.09.03 | 函館   | 4歳未勝利    |         | 芝2000m（不） | 13    | 2     | 2     | 004.80（1人）   | 03着 | R2:09.40000000  | -0.3 | 0柴田政人   | 55        | マチカネゴーケツ     |             |
| 0000.11.12 | 福島   | 4歳上400万下 |         | 芝2000m（稍） | 14    | 5     | 7     | 007.50（2人）   | 01着 | R2:02.60000000  | -0.0 | 0田面木博公 | 53        | （マーチングダイナ） |             |
| 1984.03.10 | 小倉   | 5歳上400万下 |         | 芝2000m（良） | 16    | 2     | 4     | 006.60（1人）   | 01着 | R2:03.20000000  | -0.1 | 0田面木博公 | 56        | （マヤノオーカン）   |             |
| 0000.03.25 | 小倉   | 北方特別     | 400万下 | 芝1800m（良） | 6     | 5     | 5     | 002.70（1人）   | 01着 | R1:51.40000000  | -0.1 | 0田面木博公 | 57        | （ヒロノシンゲキ）   |             |
| 0000.08.04 | 函館   | 4歳上900万下 |         | 芝2000m（良） | 9     | 4     | 4     | 005.90（2人）   | 01着 | R1:59.40000000  | -0.7 | 0柴田政人   | 57        | （カシマキング）     |             |
| 0000.08.19 | 函館   | 函館記念     | GIII    | 芝2000m（良） | 14    | 5     | 7     | 006.00（2人）   | 01着 | R1:59.60000000  | -0.1 | 0柴田政人   | 53        | （ヤマノシラギク）   |             |
| 1985.06.02 | 阪神   | 宝塚記念     | GI      | 芝2200m（良） | 11    | 2     | 2     | 008.20（4人）   | 03着 | R2:16.10000000  | -0.2 | 0柴田政人   | 57        | スズカコバン         |             |
| 0000.06.23 | 中京   | 高松宮杯     | GII     | 芝2000m（不） | 12    | 4     | 4     | 003.80（2人）   | 03着 | R2:06.60000000  | -0.4 | 0柴田政人   | 57        | メジロモンスニー     |             |
| 0000.08.18 | 函館   | 函館記念     | GIII    | 芝2000m（良） | 14    | 7     | 12    | 002.90（1人）   | 01着 | R1:59.20000000  | -0.1 | 0柴田政人   | 59        | （タイガーボーイ）   |             |
| 0000.10.06 | 東京   | 毎日王冠     | GII     | 芝1800m（不） | 7     | 1     | 1     | 003.60（1人）   | 02着 | R1:50.80000000  | -0.0 | 0柴田政人   | 57        | ゴールドウェイ       |             |
| 0000.10.27 | 東京   | 天皇賞（秋） | GI      | 芝2000m（良） | 17    | 3     | 6     | 003.80（2人）   | 03着 | R1:58.90000000  | -0.2 | 0柴田政人   | 58        | ギャロップダイナ     |             |
| 0000.11.23 | 東京   | ジャパンC    | GI      | 芝2400m（重） | 15    | 4     | 7     | 015.70 (4人）   | 15着 | 02:32.10000000  | -3.3 | 0柴田政人   | 57        | シンボリルドルフ     |             |
| 0000.08.03 | 函館   | 巴賞         | OP      | 芝1800m（良） | 5     | 5     | 5     | 001.20（1人）   | 01着 | R1:46.4（36.4） | -0.2 | 0柴田政人   | 58        | （カシマアーバン）   | 470         |
| 0000.08.17 | 函館   | 函館記念     | GIII    | 芝2000m（良） | 11    | 1     | 1     | 002.40（1人）   | 04着 | R1:59.2（36.4） | -0.6 | 0柴田政人   | 60.5      | ニッポーテイオー     | 468         |
| 0000.10.05 | 東京   | 毎日王冠     | GII     | 芝1800m（良） | 8     | 5     | 5     | 003.90（3人）   | 04着 | R1:46.8（47.4） | -0.8 | 0田面木博公 | 57        | サクラユタカオー     | 478         |
| 0000.10.26 | 東京   | 天皇賞（秋） | GI      | 芝2000m（良） | 16    | 7     | 13    | 013.90（6人）   | 02着 | R1:58.7（46.4） | -0.4 | 0田面木博公 | 58        | サクラユタカオー     | 474         |

## 種牡馬時代
生まれ故郷の明和牧場にて種牡馬となり「2000mで2分を6回切ったスピード馬」というキャッチコピーで生産者に宣伝された。1994年のセントライト記念を制したウインドフィールズが代表産駒である。
1998年8月20日付で用途変更、種牡馬を引退し、功労馬として明和牧場で繋養されていた。その後、2009年11月19日に死亡した。

### 主な産駒
- 1988年産
  - ウィンザーモレノ（CBC賞2着、中日新聞杯2着、ダービー卿チャレンジトロフィー2着）
  - トーワディスティニー（報知杯4歳牝馬特別2着）
- 1991年産
  - ウインドフィールズ（セントライト記念、菊花賞4着）
- 1992年産
  - アラタマウインザー（サラブレッド3歳優駿【金沢】、北陸三県畜産会長賞）
- 1993年産
  - マッケンリーダー（珊瑚冠賞）

### ブルードメアサイアーとしての主な産駒
- 1997年産
  - エンゲルグレーセ（エルムステークス、クラスターカップ）
- 2004年産
  - トーワベガ（阪神スプリングジャンプ、中山グランドジャンプ3着）

## 血統表
| ウインザーノットの血統（トウルビヨン系/Pharos 4×5=9.38%、父系にTourbillon 5×5=6.25%、母系にBull Dog・Sir Gallahad 5×5=6.25%） | ウインザーノットの血統（トウルビヨン系/Pharos 4×5=9.38%、父系にTourbillon 5×5=6.25%、母系にBull Dog・Sir Gallahad 5×5=6.25%） | ウインザーノットの血統（トウルビヨン系/Pharos 4×5=9.38%、父系にTourbillon 5×5=6.25%、母系にBull Dog・Sir Gallahad 5×5=6.25%） | （血統表の出典）      | （血統表の出典） |
| 父 *パーソロン 1960年 鹿毛 | 父の父Milesian 1953年 鹿毛 | My Babu | Djebel                | Djebel           |
| 父 *パーソロン 1960年 鹿毛 | 父の父Milesian 1953年 鹿毛 | My Babu | Perfume               |                  |
| 父 *パーソロン 1960年 鹿毛 | 父の父Milesian 1953年 鹿毛 | Oatflake | Coup de Lyon          | Coup de Lyon     |
| 父 *パーソロン 1960年 鹿毛 | 父の父Milesian 1953年 鹿毛 | Oatflake | Avena                 |                  |
| 父 *パーソロン 1960年 鹿毛 | 父の母Paleo 1953年 鹿毛 | Pharis | Pharos                | Pharos           |
| 父 *パーソロン 1960年 鹿毛 | 父の母Paleo 1953年 鹿毛 | Pharis | Carissima             |                  |
| 父 *パーソロン 1960年 鹿毛 | 父の母Paleo 1953年 鹿毛 | Colonice | Abjer                 | Abjer            |
| 父 *パーソロン 1960年 鹿毛 | 父の母Paleo 1953年 鹿毛 | Colonice | Colonis               |                  |
| 母 *サンサン 1969年 黒鹿毛 | 母の父Bald Eagle 1955年 黒鹿毛                                                                                                | Nasrullah | Nearco                | Nearco           |
| 母 *サンサン 1969年 黒鹿毛 | 母の父Bald Eagle 1955年 黒鹿毛                                                                                                | Nasrullah | Mumtaz Begum          |                  |
| 母 *サンサン 1969年 黒鹿毛 | 母の父Bald Eagle 1955年 黒鹿毛                                                                                                | Sigma | Tiger                 | Tiger            |
| 母 *サンサン 1969年 黒鹿毛 | 母の父Bald Eagle 1955年 黒鹿毛                                                                                                | Sigma | China Face            |                  |
| 母 *サンサン 1969年 黒鹿毛 | 母の母Sail Navy 1957年 鹿毛                                                                                                   | Princequillo | Prince Rose           | Prince Rose      |
| 母 *サンサン 1969年 黒鹿毛 | 母の母Sail Navy 1957年 鹿毛                                                                                                   | Princequillo | Cosquilla             |                  |
| 母 *サンサン 1969年 黒鹿毛 | 母の母Sail Navy 1957年 鹿毛                                                                                                   | Anchors Aweigh | Davil Diver           | Davil Diver      |
| 母 *サンサン 1969年 黒鹿毛 | 母の母Sail Navy 1957年 鹿毛                                                                                                   | Anchors Aweigh | True Bearing F-No.7-c |                  |

- 半妹スプライトパッサー（父：メイワパッサー）は1992年関屋記念勝ち馬。
- 半姉ポトマックチェリーの産駒に2006年オーシャンステークス勝ち馬のネイティヴハート、孫に2003年京都新聞杯勝ち馬のマーブルチーフと2001年クイーンカップ勝ち馬のサクセスストレインがいる。